# Adelina (FFH-Gebiet)
Das Fauna-Flora-Habitat-Gebiet Adelina liegt östlich von Tyszowce in der Woiwodschaft Lublin im Osten Polens. Das 4,9 km² große Schutzgebiet gehört zum europäischen Schutzgebietsnetz Natura 2000. Es zeichnet sich durch größere Bestände von Pfeifengraswiesen und Labkraut-Eichen-Hainbuchen-Wäldern aus.
Das Gebiet liegt innerhalb des europäischen Vogelschutzgebiets  Ostoja Tyszowiecka. Es wurde im Jahr 2009 als FFH-Gebiet vorgeschlagen. 2012 erfolgte die Bestätigung als Gebiet gemeinschaftlicher Bedeutung (SCI) und 2023 die Ausweisung als Besonderes Erhaltungsgebiet (SAC).

## Schutzzweck

### Lebensraumtypen
Folgende Lebensraumtypen nach Anhang I der FFH-Richtlinie kommen im Gebiet vor; prioritäre Lebensraumtypen sind mit * gekennzeichnet:
| EU Code | * | Lebensraumtyp (offizielle Bezeichnung)                                                             | Fläche (ha) |
| ------- | - | -------------------------------------------------------------------------------------------------- | ----------- |
| 6410    |   | Pfeifengraswiesen auf kalkreichem Boden, torfigen und tonig-schluffigen Böden (Molinion caeruleae) | 21,9        |
| 9170    |   | Labkraut-Eichen-Hainbuchenwald Galio-Carpinetum                                                    | 160,3       |

### Arteninventar
Folgende Arten von gemeinschaftlichem Interesse sind für das Gebiet gemeldet (Prioritäre Arten sind mit * gekennzeichnet):
| EU Code | * | Art                                 | wissenschaftlicher Name | Artengruppe           |
| ------- | - | ----------------------------------- | ----------------------- | --------------------- |
| 1188    |   | Rotbauchunke                        | Bombina bombina         | Amphibien             |
| 5339    |   | Bitterling                          | Rhodeus amarus          | Fische und Rundmäuler |
| 1060    |   | Großer Feuerfalter                  | Lycaena dispar          | Schmetterlinge        |
| 6179    |   | Dunkler Wiesenknopf-Ameisenbläuling | Phengaris nausithous    | Schmetterlinge        |
| 6177    |   | Heller Wiesenknopf-Ameisenbläuling  | Phengaris teleius       | Schmetterlinge        |
| 1014    |   | Schmale Windelschnecke              | Vertigo angustior       | Schnecken             |
| 1617    |   | Sumpf-Engelwurz                     | Angelica palustris      | Pflanzen              |
| 1902    |   | Gelber Frauenschuh                  | Cypripedium calceolus   | Pflanzen              |